# NASA パフィン
パフィン
パフィンの想像図
- 用途：eVTOLパーソナルエアビークル
- 製造者：NASA
- 運用状況：制作されたのは3分の1のスケールモデル

パフィン（ぱふぃん、英語: Puffin）は、2010年に発表されたeVTOLパーソナルエアビークル。パフィンは、時速150マイル（241 km / h）の速度で一人の人を飛ばすことができると予測され、2010年時点のリチウムイオン二次電池で航続距離は50マイル（80 km）未満になると予想された。設計では、13.5フィート（4.1 m）の翼幅を指定し、離陸または着陸の構成で地面に12フィート（3.65 m）の高さで立っている。
3分の1のスケールモデルは2010年に製作され、発明に関するディスカバリーネットワークシリーズの1つのエピソードに登場している。

## 開発
2010年1月の時点で、NASAは2010年3月までに3分の1スケールのホバー対応パフィンデモンストレーターの初飛行を達成する予定であった。2010年の真夏までに、NASAは「クルーズからホバーフライトへの移行の程度の調査を開始する」ことを望んでいた。2010年8月の時点で、パフィンの3分の1の縮尺モデルが、ディスカバリーネットワークシリーズの「Dean of Invention」の撮影のためにNASAラングレーキャンパスに短時間展示され、パフィンシミュレーターもデモンストレーションされた。パフィンはショーの8番目で最後のエピソードに登場する予定。パフィンは、本格的に製造されたり、広範囲にテストされたりすることはなかった。

## コンセプト仕様
- 乗員: 1
- 全長: 12 ft 0 in (3.65 m)
- 翼幅: 13 ft 6 in (4.1 m)

Performance
- 最高速度: 150 mph (241 km/h, 130 kn)
- 航続距離: 50 mi (80 km, 43 nmi) 期待される範囲はこれより長くない。